# Qufu
 (février 2015).
Si vous disposez d'ouvrages ou d'articles de référence ou si vous connaissez des sites web de qualité traitant du thème abordé ici, merci de compléter l'article en donnant les références utiles à sa vérifiabilité et en les liant à la section « Notes et références ».
Qufu (chinois : 曲阜 ; pinyin : Qūfù) est une ville de la province du Shandong en Chine. C'est une ville-district placée sous la juridiction de la ville-préfecture de Jining. Elle abrite le temple, le cimetière et la demeure de famille de Confucius, inscrits en 1994 sur la liste du patrimoine mondial de l'UNESCO.

## Démographie
La population du district était de 627 832 habitants en 1999.

## Histoire
Anciennement Qufu était nommé Yan (奄) pendant la dynastie Shang et fut la capitale du royaume Shang, à partir du roi Nan Geng jusqu'au roi Pan Geng.

## Culture
C'est une ville impériale où l'on trouve de vieilles demeures en pierre et bois, mais elle est surtout renommée comme ville natale de Confucius (孔夫子 Kǒng Fūzǐ). Le temple de Confucius, le Kong Miao (chinois : 孔庙 ; pinyin : kǒngmiào), qui n'était à l'origine qu'un mémorial, a été agrandi plusieurs fois, notamment sous les dynasties Ming et Qing, jusqu'à occuper, aujourd'hui, une partie importante de la ville. Derrière le temple se trouve le cimetière de Confucius où sont enterrés les membres de la famille Kong, à commencer par le fondateur de la famille, Confucius. Enfin, on peut visiter la résidence d'une branche de cette famille, anoblie sous les Ming.
On y parle le dialecte de Qufu du mandarin. On peut y goûter quelques spécialités culinaires telles que le Kongfu tofu (« tofu de la famille Kong »).

## Transports
Elle est reliée au reste de la province par des bus et un chemin de fer. Il y a un train de nuit direct depuis Pékin.

## Galerie

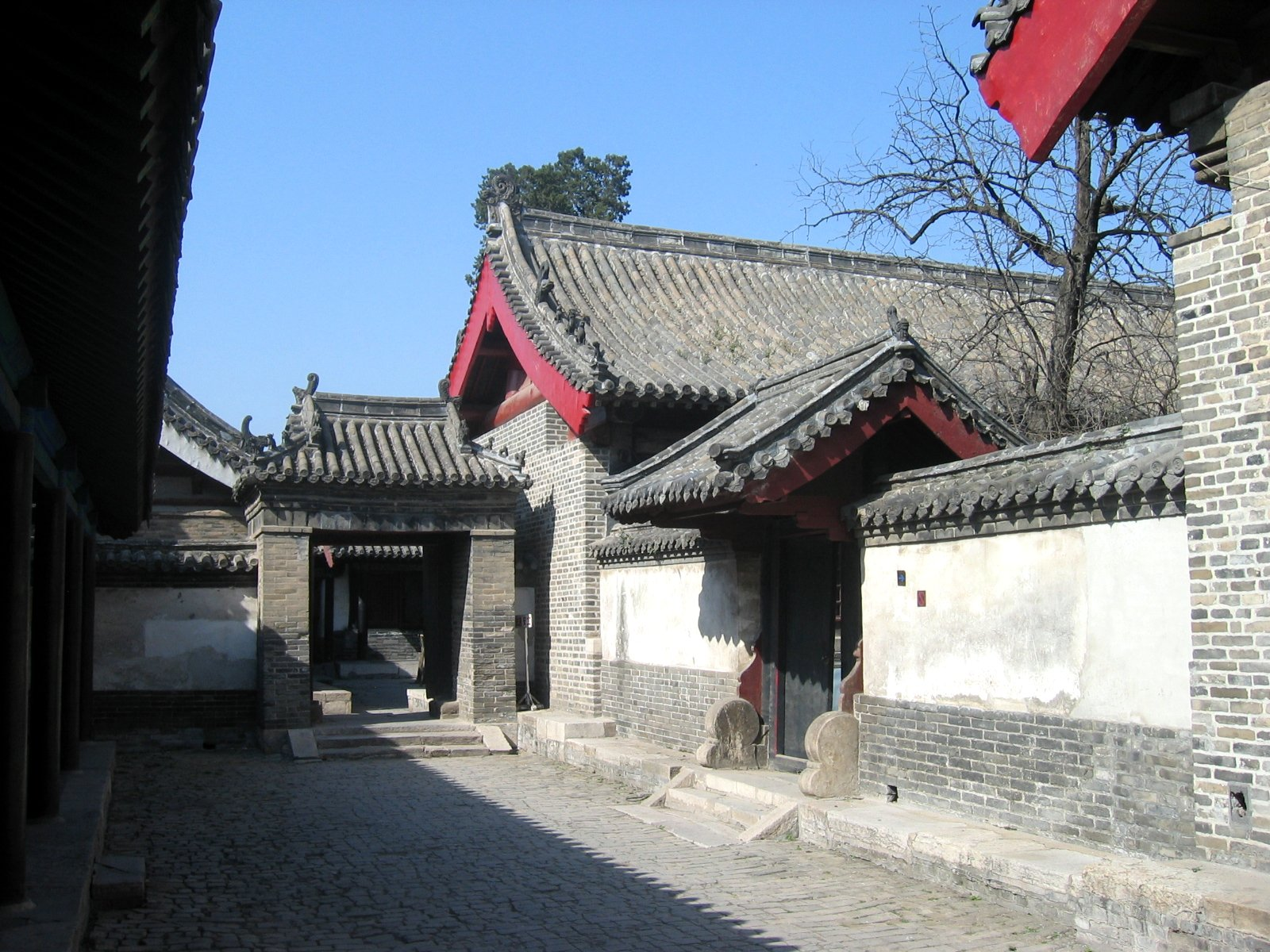
Maison de Confucius.
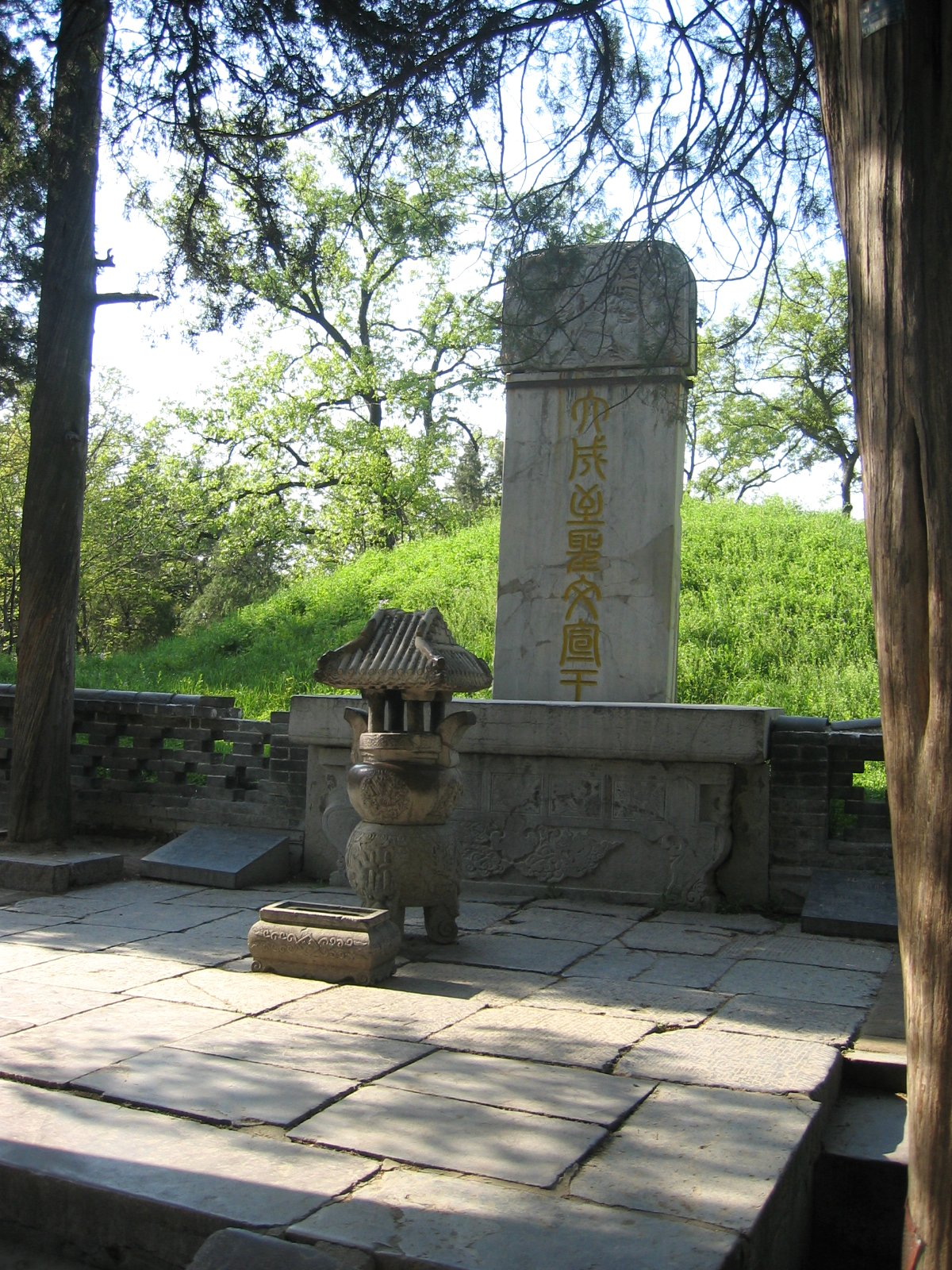
Tombe de Confucius.
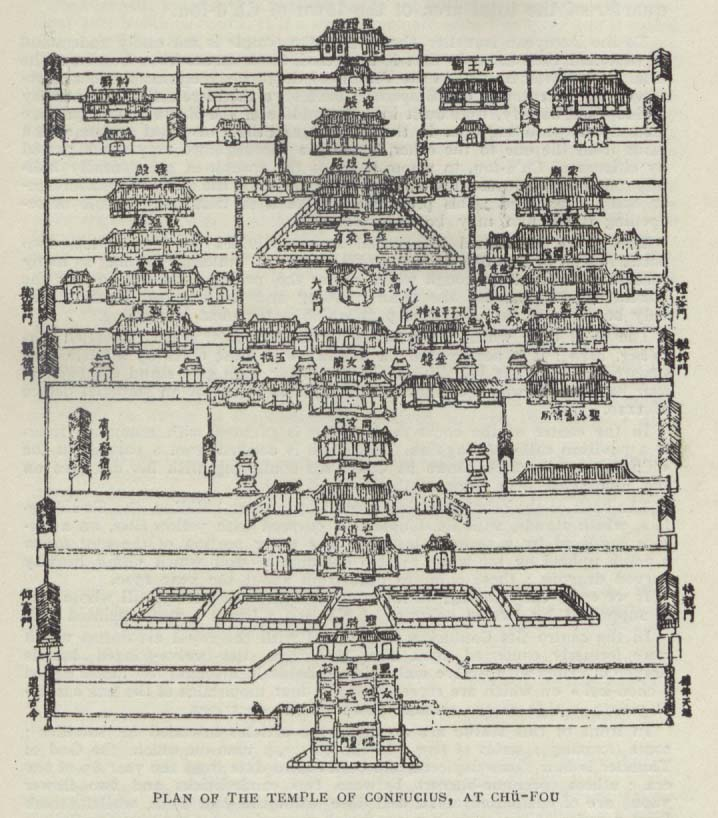
Temple de Confucius en 1912.